# 42-й армійський корпус (Третій Рейх)
42-й армі́йський ко́рпус (нім. XXXXII. Armeekorps) — армійський корпус Вермахту за часів Другої світової війни.

## Історія
XXXXII армійський корпус був заснований 29 січня 1940 у 13-му військовому окрузі (нім. Wehrkreis XIII). Після завершення бельгійської та французької кампаній був передислокований до північної Франції й у складі 16-ї армії виконував завдання у другому ешелоні сил берегової оборони атлантичного узбережжя.
У ході підготовки операції «Зеельове» планувався до висадки на британське узбережжя. Станом на 14 квітня 1941 корпус дислокувався в Франції, із штаб-квартирою у місті Шарлевіль-Мезьєр. До складу корпусу входили лише дві піхотні дивізії: 95-та зі штабом у Шіме (Бельгія), пізніше Сен-Кантен (північна Франція), та 96-та піхотна дивізія зі штабом у Шарлевіль-Мезьєр.
Проте, у зв'язку з відміною вторгнення до Великої Британії та нагальною необхідністю нарощування сил на Східному фронті у липні 1941 корпус був перенаправлений на східний напрямок. Спочатку знаходився як резерв групи армії «Північ», але вже у серпні цього року увійшов до складу 18-ї армії й брав участь у бойових діях під Ленінградом.
З листопада 1941 увійшов до складу 11-ї армії Манштейна й брав саму активну участь у боях у Криму.
Після повної окупації Кримського півострову армійський корпус виконував завдання щодо оборони цього стратегічно важливого плацдарму до весни 1943 року.
З травня 1943 брав участь у боях за Харків, згодом вів оборонні дії на Лівобережній та Правобережній Україні.
У лютому 1944 42-й армійський корпус був майже повністю знищений радянськими військами у боях під Черкасами. Надалі корпус був знов сформований на центральному напрямку Східного фронту, де увійшов до складу 4-ї танкової армії й брав участь у боях під Ковелем, Любліном, вів запеклі бої на Віслі. У січні 1945 в ході Вісло-Одерської операції Червоної армії був повністю розгромлений.
7 березня 1945 — рештки корпусу передані під командування 56-го танкового корпуса.

## Райони бойових дій
- Франція (січень 1940 — липень 1941)
- СРСР (північний напрямок) (серпень — жовтень 1941)
- СРСР (південний напрямок) (листопад 1941 — лютий 1944)
- Польща (квітень 1944 — січень 1945)

## Командування

### Командири
- Генерал інженерних військ Вальтер Кунце (нім. Walter Kuntze) (15 лютого 1940 — 10 жовтня 1941)
- Генерал-лейтенант граф Ганс фон Шпонек (нім. Hans Graf von Sponeck) (10 жовтня — 29 жовтня 1941)
- Генерал від інфантерії Бруно Білер (нім. Bruno Bieler) (29 жовтня — 31 грудня 1941)
- Генерал від інфантерії Франц Маттенклотт (нім. Franz Mattenklott) (1 січня 1942 — 22 червня 1943)
- Генерал від інфантерії Антон Достлер (нім. Anton Dostler) (22 червня 1943 — 5 січня 1944)
- Генерал від інфантерії Франц Маттенклотт (5 січня — 14 червня 1944)
- Генерал від інфантерії Герман Рекнагель (нім. Hermann Recknagel) (14 червня 1944 — 23 січня 1945), загинув у бою, виводячи свій корпус з оточення

## Бойовий склад 42-го армійського корпусу
Формування управління, забезпечення та підтримки
- 442-ге управління корпусного постачання (Korps-Nachschubtruppen 442);
- 442-й корпусний батальйон зв'язку (Korps-Nachrichten-Abteilung 442);
- 107-ме артилерійське командування (Arko 107), [2];
- штурмовий полк 42-го корпусу (Sturm Regiment XXXXII. SK), [3];
- 442-й корпусний кулеметний батальйон (Korps MG Bataillon 442), [3];
- 442-й взвод фельджандармерії (Feldgendarmerie-Trupp 442).

- 50-та піхотна дивізія (50. Infanterie-Division);
- 291-ша піхотна дивізія (291. Infanterie-Division);
- 292-га піхотна дивізія (292. Infanterie-Division).

- 50-та піхотна дивізія;
- 291-ша піхотна дивізія.

- 45-та піхотна дивізія (45. Infanterie-Division);
- 164-та піхотна дивізія (164. Infanterie-Division)$
- 603-й штаб корпусного артилерійського командування спеціального призначення (Kommando z.b.V. 603).

- 45-та піхотна дивізія;
- 96-та піхотна дивізія (96. Infanterie-Division).

- 61-ша піхотна дивізія (61. Infanterie-Division);
- 217-та піхотна дивізія (217. Infanterie-Division);
- група Фрідріха.

- 46-та піхотна дивізія (46. Infanterie-Division);
- 170-та піхотна дивізія (170. Infanterie-Division);
- частини 72-ї піхотної дивізії (72. Infanterie-Division);
- частини 72-еї піхотної дивізії (73. Infanterie-Division);
- гірсько-піхотний корпус (Румунія) (rumänisches Gebirgs-Korps).

- група Ріттер (Gruppe Ritter);
- 22-га танкова дивізія (22. Panzer-Division);
- частини 132-ї піхотної дивізії (132. Infanterie-Division);
- 8-ма кавалерійська дивізія (Румунія) (8. rumänische Kavallerie-Division);
- 10-та піхотна дивізія (Румунія) (10. rumänische Division);
- 19-та піхотна дивізія (Румунія) (19. rumänische Division).

- 5-та авіапольова дивізія (5. Luftwaffen-Feld-Division);
- 153-тя резервна дивізія (153. Reserve-Division);
- гірсько-піхотний корпус (Румунія).

- 13-та танкова дивізія (13. Panzer-Division);
- 355-та піхотна дивізія (355. Infanterie-Division);
- 153-тя навчальна польова дивізія (153. Feld-Ausbildungs-Division);
- 381-ша навчальна польова дивізія (381. Feld-Ausbildungs-Division);
- гірсько-піхотний корпус (Румунія).

- 17-та танкова дивізія (17. Panzer-Division);
- 72-га піхотна дивізія;
- 88-ма піхотна дивізія (88. Infanterie-Division);
- 291-ша піхотна дивізія;
- 1-ша лижна дивізія (1. Ski-Division).